# Nelson Salomé
Nelson Salomé de Oliveira (Baependi, 1950) é um pianista e compositor brasileiro.

## Biografia
Graduou-se em composição na Universidade Federal de Minas Gerais, sob a orientação de Oiliam Lanna (contraponto e fuga) e César Guerra-Peixe (composição, orquestração e regência). Foi também aluno de Hans-Joachim Koellreutter. Na mesma instituição cursou regência coral, com Carlos Alberto P. Fonseca, e especialização em musicologia histórica brasileira em curso coordenado por Carlos Kater, prosseguindo esses estudos no mestrado realizado na UNI-RIO (RJ), sob a orientação de José Maria Neves.
Iniciou a carreira musical em Baependi, na década de 1960, como bandolinista, integrando os grupos de seresta locais. Desde esse primeiro momento, foi marcante a influência do tecladista e arranjador Celso Murilo na sua trajetória. Vindo para Belo Horizonte em 1969, começou os estudos de piano e teoria musical com seu tio Elias Salomé, realizando posteriormente o curso básico de piano, teoria musical e harmonia e morfologia na Escola de Música da FUMA (hoje unidade integrante da Universidade do Estado de Minas Gerais - UEMG). A partir de 1976, atuou como professor desta universidade, sendo fundador e regente do coral da UEMG, na década de 1990. Nesta mesma época fundou também o Coral Montserrat, de Baependi
Participou de vários ciclos de música contemporânea e dos encontros latino-americanos de compositores, em Belo Horizonte. Teve obras executadas em Panoramas da Música Brasileira Atual, na UFRJ, em bienais de música contemporânea no Rio de Janeiro e no Teatro Nacional de Brasília. Dentre as obras gravadas, destaca-se o dobrado sinfônico Baependi, interpretado por uma orquestra formada por músicos do Palácio das Artes, sob a regência de Marcelo Ramos.
Na área de musicologia vem realizando, em parceria com o maestro Márcio Miranda Pontes, o trabalho de revisão e edição da obra de Francisco Raposo (1845-1905), gravada neste CD. No dia 6 de dezembro de 2000 recebeu a Medalha de Honra da UFMG.
Salomé é professor da Universidade do Estado de Minas Gerais.